# جورج ليندنر
جورج ليندنر (بالألمانية: Georg Lindner)‏ هو متزحلق جبال الألب نمساوي، ولد في 20 يناير 1983 في القديس يوحنا في تيرول في النمسا.

## وصلات خارجية
- الموقع الرسمي
- جورج ليندنر على موقع الاتحاد الدولي للتزلج (التزلج على المنحدرات الثلجية) (الإنجليزية)
- جورج ليندنر على موقع أوليمبيديا (الإنجليزية)